# Sin palabras
Sin palabras es una telenovela mexicana histórica producida por Ernesto Alonso para Telesistema Mexicano en 1969. Fue protagonizada por Amparo Rivelles, Jorge Barreiro y Claudia Islas como la villana. Con un guion de Carlos Lozano Dana, la telenovela es una de las pocas cuya trama se centra en los sucesos de la Segunda Guerra Mundial, principalmente en los nazis y los campos de concentración. [cita requerida]

## Sinopsis
En plena Segunda Guerra Mundial, Chantal y Pierre Duhamel son dos hermanos miembros de la Resistencia Francesa. Adrián Duval es amigo de los Duhamel y se despide de ellos pues pronto se marcha a Estados Unidos lejos de la Guerra. Está enamorado de Chantal. Pronto suceden las desgracias, pues Pierre es asesinado por la Gestapo y Chantal es arrestada por y llevada a un campo de concentración. Elise, la criada de Chantal, en un intento por salvar al hijo de ésta, huye hacia Marsella en busca de Adrián. Sin embargo, el autobús donde viajan es bombardeado. Adrián, a punto de irse a Estados Unidos, se entera del accidente y busca a Elise en un hospital. Sin embargo a raíz del accidente ella ha perdido la memoria y no recuerda cuál de los tres bebés rescatados del bus es el hijo de Chantal.
Adrián decide llevarse a Elise y a los tres niños a América. Mientras Chantal está encerrada en el campo de concentración, el comandante a cargo el Capitán Christian Von Nacht se enamora de ella. Chantal aprovecha esto para beneficiar a sus compañeros prisioneros. La guerra termina por fin, Chantal es liberada y el Capitán Von Nacht es arrestado. Ella desea testificar a favor de él, pero éste se niega ya que quiere pagar por sus crímenes.
Chantal regresa a París, pero no encuentra rastro alguno ni de Elise ni de su hijo. Para sobrevivir, logra conseguir un trabajo como extra en una película. George Pelies, el galán del film, se enamora de ella y la convierte en una gran estrella de cine. Poco después se casa con ella, pero Chantal sigue pensando en el paradero de su hijo...

## Elenco
- Amparo Rivelles - Chantal Duhamel
- Jorge Barreiro - Adrián Duval
- Carlos Bracho - Pierre Duhamel
- Gregorio Casal - Capitán Christian Von Nacht
- Alicia Montoya - Elise
- Chela Castro - Catherine
- Javier Ruán - Levin
- María Rubio - Sara
- Martha Zavaleta - Kapo
- Claudia Islas - Nathalie
- Marilú Elizaga - Marie
- Ricardo Mondragón - Mose
- Héctor Sáez - Carlos